# Sertularella crenulata
Sertularella crenulata is een hydroïdpoliep uit de familie Sertulariidae. De poliep komt uit het geslacht Sertularella. Sertularella crenulata werd in 1905 voor het eerst wetenschappelijk beschreven door Nutting. 